# Nygræsk (sprog)
Græsk, også kaldet nygræsk ((Νέα) Ελληνικά, (Νέα) Ελληνική eller Νεοελληνική; Nea Elliniká, Ellinikí), er et indoeuropæisk sprog, der tales i Grækenland og på Cypern. Det er et af EU's tyve officielle sprog. Græsk tales også som mindretalssprog i blandt andet det sydlige Italien og Albanien. Der har også langt op i det 20. århundrede været store græsk-talende mindretal omkring Sortehavet og især i Tyrkiet. I alt er der hen imod 13 millioner, der taler græsk som modersmål.
Selv om det ikke er forkert at kalde det moderne græske sprog for "græsk", risikerer man dog at blive misforstået, fordi der er en lang tradition for med dette ord at forstå oldgræsk, det sprog, som antikkens græske litteratur og Ny Testamente er skrevet på. Det er derfor almindeligt at bruge betegnelserne "nygræsk" eller "moderne græsk".

## Katharévousa og dimotikí
Nygræsk har udviklet sig naturligt fra klassisk græsk, nærmere bestemt koiné, den dialekt, der var verdenssprog i hellenistisk tid. Det er koiné, som de nytestamentlige skrifter er skrevet på.
Helt op i det 20. århundrede har det været almindeligt for dannede grækere at skrive på et puristisk nygræsk, der kaldes katharévousa (Καθαρεύουσα) og som i dag kun bruges af de mest konservative. I 1976 blev det "folkesproget" eller dimotikí (Δημοτική) standard både i administrationen og i skolerne, og det er det græsk, man vil møde næsten overalt i dag.
Den store forskel mellem katharévousa og dimotiki ligger i ordforrådet: Hvor katharévousa bevarer ord, der var gængse på klassisk græsk, har dimotiki, som alle naturlige sprog, fornyet sit ordforråd løbende med lån fra alle mulige nabosprog, såsom latin (i den romerske kejsertid), italiensk (i middelalderen) og tyrkisk (under det osmanniske rige). I stedet for dagligsprogets ord σπίτι (spíti) "hus" (latin hospitium "gæstehus"), bruger katharévousa således det klassiske οἶκος (íkos = klass. oîkos), og i stedet for κρασί (krasí) "vin" (egtl. "blanding") bruger katharévousa οἶνος (ínos = klass. oînos).
Katharévousa blev skabt i årene efter dannelsen af den første græske stat i 1830, dels fordi den nye stat havde behov for et fælles standardsprog, dels fordi toneangivende intellektuelle ønskede at bringe sproget i overensstemmelse med det oldgræske. Det hang blandt andet sammen med den høje status som det antikke Grækenland havde i samtiden, og som gjorde Grækenland til genstand for stor interesse i Europa.
Selv om dimotikí blev gjort til officielt sprog i 1976, er det dog mere korrekt at sige, at det græsk, der skrives i dag, er en sammensmeltning af katharévousa og dimotikí. De klassiske ord bruges ofte ved siden af de moderne, blot med en særlig nuance.
Et vigtigt redskab i opbygningen af den moderne græske nation var oversættelsen af antik litteratur til dimotikí. Man gav også børn gammelgræske navne, selv om nogle af disse stred mod kristen navneskik. Tilhængerne af dimotikí mente, at folkemålet fuldt ud gengiver karakteren i den klassiske litteratur, mens gamle universitetsprofessorer og konservative politikere insisterede på, at kun katharévousa var godt nok til formålet. For dem var oversættelser til dimotikí en helligbrøde og fornærmelse mod nationen. Ved mindst to anledninger førte oversættelser til dimotiki af evangelierne og Aiskhylos' Orestien til optøjer i Athen tidligt i 1900-tallet. Så vidt vides, er Grækenland det eneste land i Europa, hvor oversættelser af antikke tekster har ført til dødsofre. 

## Alfabet og udtale
Det officielle græsk benytter det samme alfabet, og i det store og hele den samme retstavning som klassisk græsk, dog – i modsætning til katharevousa – med visse fornyelser:
1. klassisk græsks tre accenter (akut, gravis og cirkumfleks), der ikke er blevet skelnet siden oldtiden, er nu erstattet af én accent. Det gamle system kalder man polytonisk ("mangetonet"), det nye monotonisk ("entonet").
2. klassisk græsk ι- (i-), υ- (y-) i begyndelsen af et ord foran en vokal bliver skrevet γι- (gi-). det udtales [j].
3. klassisk græsk πτ (pt), φθ (phth), (α,ε)υτ ((a,e)ut) bliver skrevet φτ (ft) i overensstemmelse med udtalen. Der er dog en del lærde ord, der har beholdt den klassik græske stavemåde og udtale.

Den konservative retstavning medfører en del ulemper. Grækere, der ikke har lært klassisk græsk, har ofte svært ved at regne ud, hvordan et ord skal staves, fordi det talte sprogs lyd kan gengives på så mange forskellige måder. Det mest iøjnefaldende er lyden [i], der alt efter ordets oprindelse kan skrives ι (i), ει (ei), η (ē), υ (y), υι (yi), οι (oi). På samme måde kan [e] skrives ε (e) eller αι (ai) og [o] ο (o) eller ω (ō).
Et andet problem er, at det græske alfabet mangler bogstaver for lydene [b], [d], [g]. De oldgræske stemte klusiler er i mellemtiden blevet til stemte affrikater [v], [ð] (som i engelsk father snarere end dansk fader), [γ] (som i spansk fuego og ældre dansk bage), og bogstaverne β (b), δ (d) og γ (g) bruges til at betegne disse lyd. Der er imidlertid kommet nye stemte klusiler ind i nygræsk dels ved lån fra andre sprog og dels ved en naturlig udvikling af forbindelserne mp, nt, nk. Den moderne retstavning skriver derfor også fremmed- og låneordenes b, d, g med de lidt klodsede bogstavforbindelser μπ (mp), ντ (nt), γκ (nk), f.eks. γκαράζ "garage", μπάρ "bar".

## Grammatik
Nygræsk har gennemført radikale grammatiske ændringer i forhold til klassisk græsk, f.eks.:
1. Dativ er forsvundte til fordel for præpositionsforbindelser (eller genitiv).
2. Infinitiv er forsvundet til fordel for bisætninger. F.eks. θέλω να δώ (thélo na dhó) "jeg ønsker, at jeg ser" i stedet for klassisk græsk θέλω εἰδεῖν (thélō eideîn) "jeg ønsker at se".
3. Perfektum er erstattet af omskrivninger med έχω (ého) "have".
4. Optativ er erstattet af omskrivninger med να (na) og ας (as).
5. Konjunktiv er smeltet sammen med indikativ.

Verbalbøjningerne, der er temmelig vidtforgrenede i klassisk græsk, er blevet gjort mere regelmæssige. Men nygræsk har bevaret det vigtige skel mellem aspekterne imperfektiv og aorist:
| Aspekt      |                                     | Fortid | Nutid/fremtid | Imperativ                                         |
| ----------- | ----------------------------------- | --- | --- | ------------------------------------------------- |
| Imperfektiv | 1.sg. 2.sg. 3.sg. 1.pl. 2.pl. 3.pl. | έγραφα (éγrafa) έγραφες (éγrafes) έγραφε (éγrafe) γράφαμε(γráfame) γράφατε (γráfate) έγραφαν (éγrafan) "jeg (sad og) skrev"                                                           | γράφω (γráfo) γράφεις (γráfis) γράφει (γráfi) γράφουμε (γráfume) γράφετε (γráfete) γράφουν (γráfun) "jeg (sidder og) skriver"                                                                       | γράφε (γráfe) γράφετε (γráfete) "(sid og) skriv!" |
| Aorist      | 1.sg. 2.sg. 3.sg. 1.pl. 2.pl. 3.pl. | έγραψα (éγrapsa) έγραψες (éγrapsas) έγραψε (éγrapse) γράψαμε (γrápsame) γράψατε (γrápsate) έγραψαν (éγrapsan) "jeg skrev"                                                             | (να) γράψω ((na) γrápso) (να) γράψεις ((na) γrápsis) (να) γράψει ((na) γrápsi) (να) γράψουμε ((na) γrápsume) (να) γράψετε ((na) γrápsete) (να) γράψουν ((na) γrápsun) "(at) jeg skriver, at skrive" | γράψε (γrápse) γράψτε (γrápste) "skriv!"          |
| Perfektum   | 1.sg. 2.sg. 3.sg. 1.pl. 2.pl. 3.pl. | είχα γράψει (íha γrápsi) είχες γράψει (íhes γrápsi) είχε γράψει (íhe γrápsi) είχαμε γράψει (íhame γrápsi) είχατε γράψει (íhame γrápsi) είχαν γράψει (íhan γrápsi) "jeg havde skrevet" | έχω γράψει (ého γrápsi) έχεις γράψει (éhis γrápsi) έχει γράψει (éhi γrápsi) έχουμε γράψει (éhume γrápsi) έχετε γράψει (éhete γrápsi) έχουν γράψει (éhun γrápsi) "jeg har skrevet"                   |                                                   |
| Participium |                                     | | γράφοντας (γrápso(n)das) "skrivende"" |                                                   |

Substantivbøjningerne er ligeledes blevet forenklet. Der findes disse hovedtyper:
|       |                             | Maskulinum                                | Maskulinum                                      | Femininum                           | Femininum                                     | Neutrum                                                                                             | Neutrum                                    |
| ----- | --------------------------- | ----------------------------------------- | ----------------------------------------------- | ----------------------------------- | --------------------------------------------- | --------------------------------------------------------------------------------------------------- | ------------------------------------------ |
| Sing. | Nominativ Akkusativ Genitiv | φίλος (fílos) φίλο (fílo) φίλου (fílu)    | άντρας (ándras) άντρα (ándra) άντρα (ándra)     | ώρα (óra) ώρα (óra) ώρας (óras)     | πόλη (póli) πόλη (póli) πόλης (pólis)         | βιβλίο (vivlío), παιδί (peðí) βιβλίο (vivlío), παιδί (peðí) βιβλίου (vivlíu), παιδιού (peðjú)       | λάθος (láθos) λάθος (láθos) λάθους (láθus) |
| Plur. | Nominativ Akkusativ Genitiv | φίλοι (fíli) φίλους (fílus) φίλων (fílon) | άντρες (ándres) άντρες (ándres) αντρών (andrón) | ώρες (óres) ώρες (óres) ωρών (orón) | πόλεις (pólis) πόλεις (pólis) πόλεων (póleon) | βιβλία (vivlía), παιδιά (peðjá) βιβλία (vivlía), παιδιά (peðjá) βιβλίων (vivlíon), παιδιών (peðjón) | λάθη (láθi) λάθη (láθi) λαθών (laθón)      |
|       |                             | "ven"                                     | "mand"                                          | "time"                              | "by"                                          | "bog", "barn"                                                                                       | "fejl"                                     |